# Saül et David (film)
Pour plus de détails, voir Fiche technique et Distribution.
Saül et David (Saul e David) est un péplum dramatique hispano-italien sur l'ascension de David d'après la Bible, sorti en 1965, réalisé par Marcello Baldi.

## Synopsis
Le film présente l'ascension de David, à partir du Premier livre de Samuel.

## Fiche technique
- Titre : Saül et David[1]
- Titre original italien : Saul e David
- Réalisation : Marcello Baldi
- Scénario : Ottavio Jemma, Flavio Niccolini, Marcello Baldi, Tonino Guerra à partir du premier livre de Samuel
- Genres : péplum, film biblique, film dramatique
- Musique : Teo Usuelli
- Production : Emilio Cordero
- Photographie : Marcello Masciocchi, Juan Ruiz Romero
- Format d'image : 2,35:1
- Montage : Giuliana Attenni
- Durée : 119 min
- Effets spéciaux : Dino Galiano, Vitantonio Ricci
- Décors : Ottavio Scotti (it), Sigfrido Burmann
- Costumes : Giorgio Desideri
- Maquillage : Alberto De Rossi
- Pays de production :  Italie,  Espagne
- Langue originale : italien
- Dates de sortie :
  - Italie : 1965
  - France : 23 août 1968, inédit à Paris, distribué en province[1]

## Distribution
- Norman Wooland : Saül
- Gianni Garko : David
- Luz Márquez : Abigaïl
- Virgílio Teixeira : Abner
- Elisa Cegani : Achinoam
- Pilar Clemens : Mikol
- Carlos Casaravilla : Samuel
- Marco Paoletti : David enfant
- Paolo Gozlino : Joab
- Antonio Mayans : Jonathan
- Renzo Stefilongo : Goliath

## Censure
Le film est présenté en commission de révision le 17 décembre 1964 et est interdit aux mineurs de 14 ans : 
« per numerose scene di violenza, di ferite ostentate e talora raccapriccianti, controindicate alla sensibilità dei minori predetti »
« pour de nombreuses scènes de violences, des blessures ostentatoires et parfois macabres, contre-indiquées pour la sensibilité des mineurs précités »
. La production demande la levée de l'interdit, et l'obtient le 12 janvier 1965, au prix du retrait des scènes suivantes  :
- plan montrant des mains tranchées ;
- séquence « Massacre des prêtres de Nob » ;
- plan où l'on voit Saül se suicider au premier plan ;
- quelques gros plans sur des guerriers frappés à la gorge et dans d'autres parties du corps avec une grande perte de sang.